# Лаагри
Ла́агри (эст. Laagri) — посёлок в волости Сауэ в уезде Харьюмаа, Эстония.
До реформы местных самоуправлений Эстонии 2017 года входил в состав упразднённой волости Сауэ (1991—2017) и был её административным центром.

## География
Расположен у юго-западной границы Таллина на берегу реки Пяэскюла. Расстояние до волостного центра — города Сауэ — 3 км. Высота над уровнем моря — 41 метр.

## Население
По данным переписи населения 2011 года в посёлке проживали 5 165 человек, из них 4 671 (90,4 %) — эстонцы.
Динамика численности населения посёлка Лаагри:
| Год     | 2000  | 2010    | 2011    | 2018    | 2020    |
| ------- | ----- | ------- | ------- | ------- | ------- |
| Жителей | 3 831 | ↗ 4 187 | ↗ 5 165 | ↗ 5 177 | ↗ 5 580 |

## История
Поселение возникло на землях бывшей мызы Яльгимяэ, которую в 1656 году отделили от соседней мызы Сауэ. В советское время оно стало центральной усадьбой совхоза «Сауэ», которую называли Лаагри. В 1977 году, в период кампании по укрупнению деревень, поселение получило статус посёлка. Восточная часть посёлка — это часть исторической деревни Пяэскюла, которую присоединили к Лаагри в том же году (другое название Лаагри — Вана-Пяэскюла (эст. Vana-Pääsküla)). В состав посёлка также вошла часть населённого пункта Мянниметса.
С посёлком Лаагри граничит одноимённый таллинский микрорайон, в котором расположена железнодорожная станция Лаагри (построена в 1928 году).

## Инфраструктура
В Лаагри есть основная школа, детский сад, библиотека, культурный центр, почтовое отделение, Центр семейных врачей и аптека.
Исторически Лаагри был сельскохозяйственным центром. В настоящее время здесь действует одно из известнейших в этой области предприятий – Sagro. Кроме этого, основными видами деятельности предприятий посёлка являются дерево- и металлообработка, строительство, авторемонт и грузоперевозки.
Крупнейшие работодатели посёлка Лаагри по состоянию на 31 декабря 2019 года:
| Предприятие/организация            | Вид деятельности                                                            | Численность работников |
| ---------------------------------- | --------------------------------------------------------------------------- | ---------------------- |
| Magnum LogisticsS OÜ               | Складское хозяйство                                                         | 175                    |
| Tarmo Eesti OÜ                     | Оптовая торговля лекарствами и прочими фармацевтическими товарами           | 125                    |
| OÜ Laagri Haridus- ja Spordikeskus | Основная школа; деятельность по интересам; деятельность спортивных объектов | 120                    |
| Sagro AS                           | Выращивание овощей, корнеплодных и клубнеплодных культур                    | 80                     |
| Laagri Lasteaed                    | Детский сад                                                                 | 42                     |
| AS Grader Service                  | Производство комплектующих и аксессуаров для автотранспортных средств       | 36                     |
| Laagri Perearstikeskus OÜ          | Общая врачебная практика                                                    | 29                     |

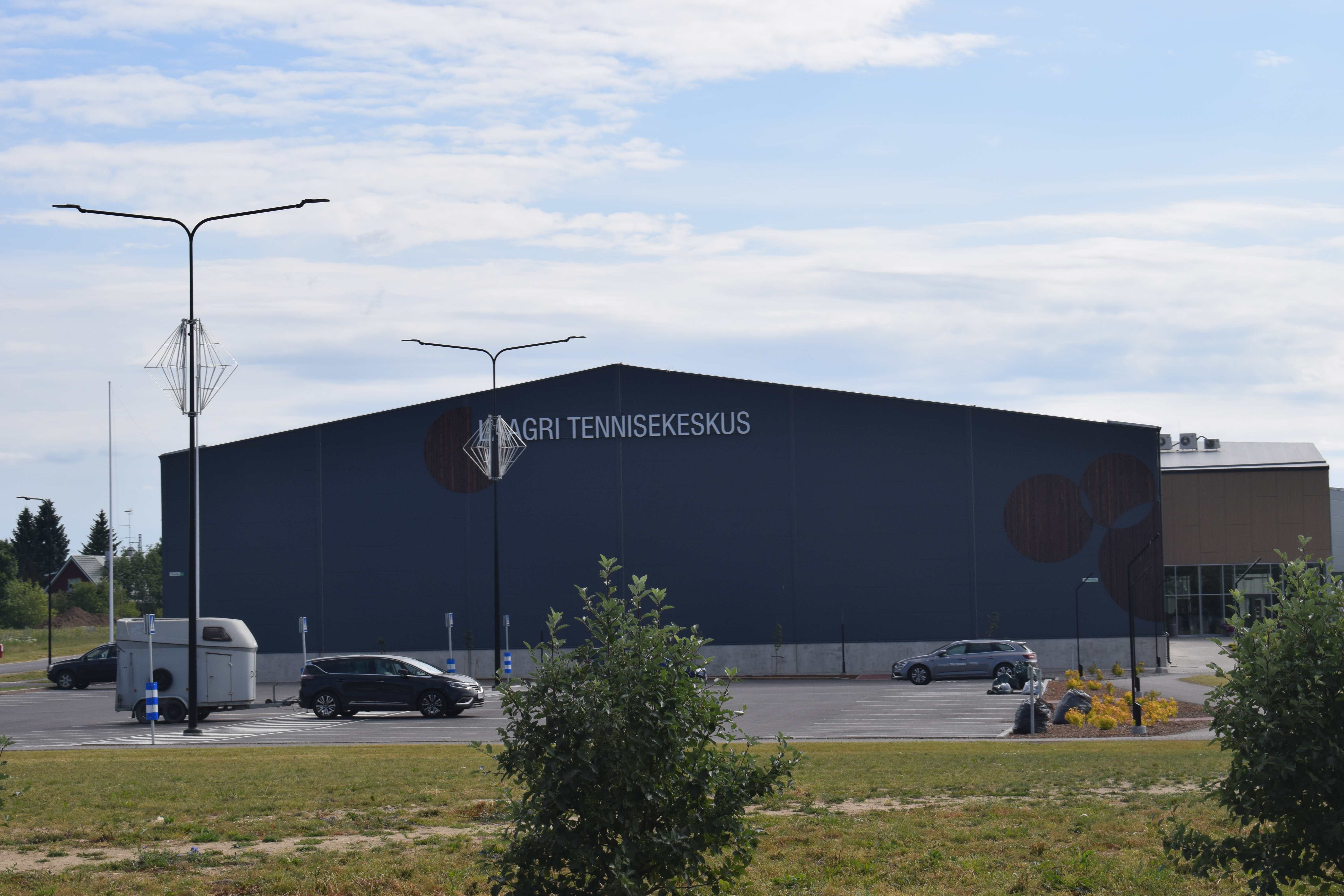
Теннисный центр Лаагри

Дорога из посёлка до центра Таллина на автобусе и на поезде занимает полчаса. Посёлок имеет черты и города, и садового городка: здесь есть супермаркеты, многоквартирные и частные дома, просторные спортивные площадки и парки; школа Лаагри имеет высокую репутацию. В посёлке высокий уровень безопасности среды.

## Известные личности
В посёлке Лаагри, напротив бывшего волостного дома Сауэ, под деревьями на берегу реки Пяэскюла 24 сентября 2000 года была установлена памятная доска в честь места, где родился эстонский государственный деятель Яан Теэман. На этой земле в конце 19-го — начале 20-го столетия находился двор его родительского хутора.

## Происхождение топонима
Название Лаагри происходит от находившегося здесь в годы Первой мировой войны и Освободительной войны лагеря для военнопленных.